# جويل ريدمان
 جويل بيتيفر  (بالإنجليزية: Joel Redman)‏ مصارع أنكليزي محترف و يعرف في الحلبة تحت اسم  جويل رودمين  و كان يصارع تحت اسم أوليفر غري.

## بطولاته وأنجازاته
- DWA Devon Trophy Champion مرة واحدة
- FWA Academy Tag Team Championship مرة واحدة
- IPW:UK British Tag Team Championship مرة واحدة
- PWF International Championship مرة واحدة
- RQW Tag Team Championship مرة واحدة
- RPW British Tag Team Championship مرة واحدة
- NXT Tag Team Championship مرة واحدة مع أدريان نيفل

## روابط خارجية
- جويل ريدمان على موقع IMDb (الإنجليزية)
- جويل ريدمان على موقع قاعدة بيانات الفيلم (الإنجليزية)
- جويل ريدمان على موقع CageMatch worker (الإنجليزية)
- جويل ريدمان على موقع قاعدة بيانات المصارعة على الإنترنت (الإنجليزية)
- جويل ريدمان على موقع عالم المصارعة على الإنترنت (الإنجليزية)
- جويل ريدمان على موقع عالم المصارعة على الإنترنت (الإنجليزية)